# Óscar Mingueza
Óscar Mingueza García (Santa Perpètua de Mogoda, 13 mei 1999) is een Spaans voetballer die doorgaans als verdediger speelt voor Celta de Vigo. Hij stroomde door vanuit de jeugdopleiding van FC Barcelona. Mingueza maakte in 2021 zijn debuut in het Spaans voetbalelftal.

## Clubcarrière
Mingueza begon zijn voetbalcarrière bij de lokale club Santa Perpètua, maar in 2007 werd hij opgenomen in La Masia, de jeugdopleiding van FC Barcelona. In 2018 won hij met Juvenil A, het hoogste jeugdelftal van de club, de UEFA Youth League. 
Op 26 augustus 2018 maakte hij zijn debuut voor Barça Atlètic in een wedstrijd tegen CD Alcoyano. Zijn debuut voor het eerste elftal volgde op 24 november 2020, in een Champions League-wedstrijd tegen Dynamo Kiev. Vijf dagen later speelde hij zijn eerste wedstrijd in Camp Nou, tijdens een thuiswedstrijd in de Primera División tegen CA Osasuna. Op 10 april 2021 scoorde Mingueza zijn eerste doelpunt voor het eerste elftal, in een competitiewedstrijd tegen Real Madrid.
In juli 2022 vertrok Mingueza voor een bedrag van 3 miljoen euro naar Celta de Vigo, waar hij een vierjarig contract tekende.

## Clubstatistieken
| Seizoen     | Club          | Competitie       | Competitie | Competitie | Beker | Beker | Internationaal | Internationaal | Overig | Overig | Totaal | Totaal |
| Seizoen     | Club          | Competitie       | Wed.       | Dlp.       | Wed.  | Dlp.  | Wed.           | Dlp.           | Wed.   | Dlp.   | Wed.   | Dlp.   |
| ----------- | ------------- | ---------------- | ---------- | ---------- | ----- | ----- | -------------- | -------------- | ------ | ------ | ------ | ------ |
| 2020/21     | FC Barcelona  | Primera División | 27         | 2          | 5     | 0     | 5              | 0              | 2      | 0      | 39     | 2      |
| 2021/22     | FC Barcelona  | Primera División | 19         | 0          | 1     | 0     | 7              | 0              | 0      | 0      | 27     | 0      |
| Club totaal | Club totaal   | Club totaal      | 36         | 2          | 5     | 0     | 9              | 0              | 2      | 0      | 52     | 2      |
| 2022/23     | Celta de Vigo | Primera División | 0          | 0          | 0     | 0     | 0              | 0              | 0      | 0      | 0      | 0      |
| 2023/24     | Celta de Vigo | Primera División | 0          | 0          | 0     | 0     | 0              | 0              | 0      | 0      | 0      | 0      |
| 2024/25     | Celta de Vigo | Primera División | 0          | 0          | 0     | 0     | 0              | 0              | 0      | 0      | 0      | 0      |
| TOTAAL      | TOTAAL        | TOTAAL           | 36         | 2          | 5     | 0     | 9              | 0              | 2      | 0      | 52     | 2      |

## Erelijst
| Competitie   |              |              |
| Competitie   | Aantal       | Jaren        |
| FC Barcelona | FC Barcelona | FC Barcelona |
| ------------ | ------------ | ------------ |
| Copa del Rey | 1x           | 2020/21      |